# 울산 선바위

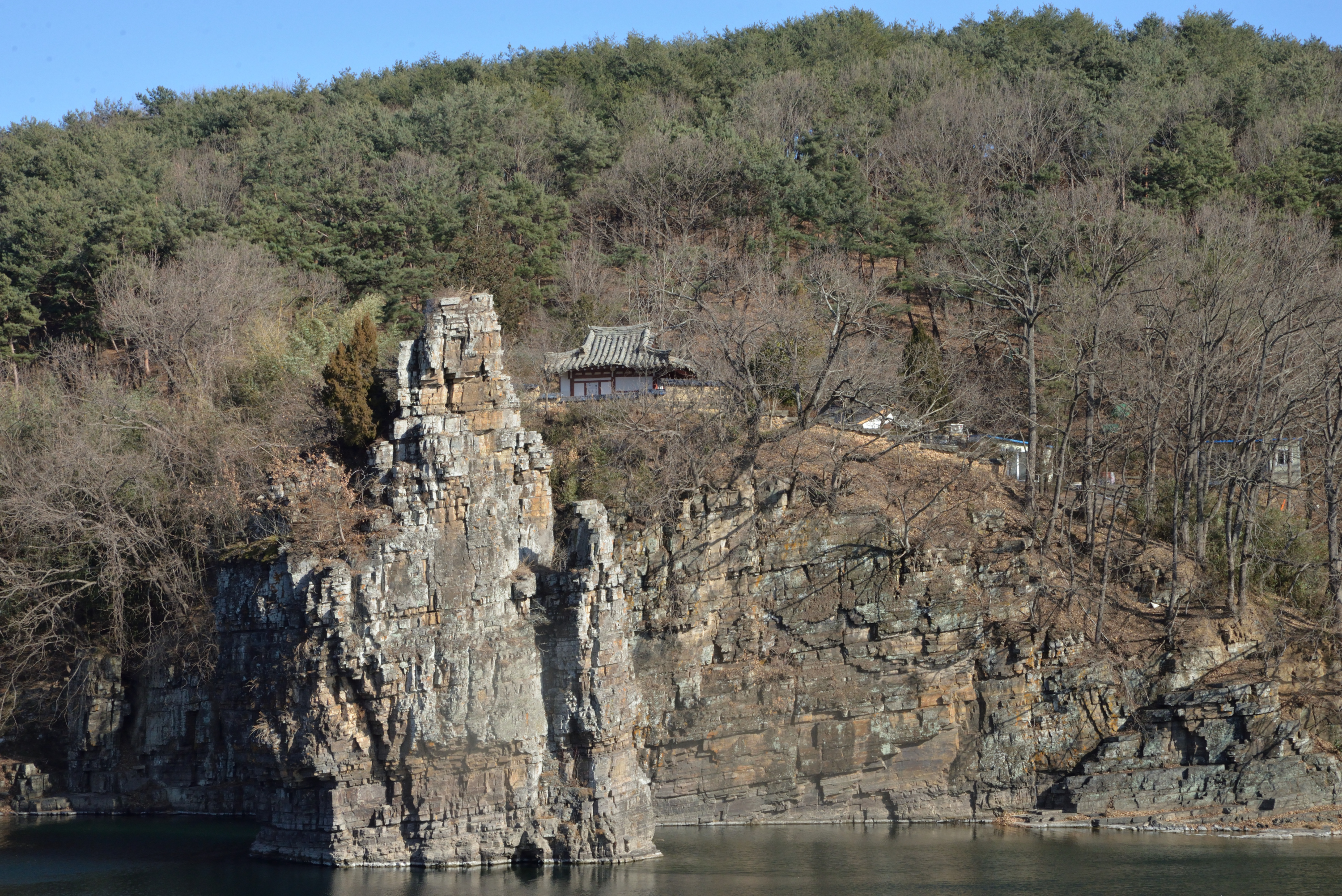
울산광역시 울주군 범서읍 구영리 태화강의 선바위

울산 선바위 또는 태화강 선바위, 태화강 선돌은 대한민국 울산광역시 울주군 범서읍 구영리의 태화강 하상에 드러난 중생대 백악기 경상 누층군 대구층(울산층)으로 구성된 퇴적암 바위이며 울산광역시의 관광 명소이다.

## 개요
태화강 선돌은 울주군 범서읍 구영리 태화강 중류에 위치하며 태화강에 의해 침식되어 형성된 하식애가 차별침식으로 인해 육지의 노두와 분리되어 형성된 대구층 바위이다. 이곳의 대구층은 사암, 미사암, 셰일이 교호하며 층리가 관찰되고 하식애와 더불어 하식절벽, 포트홀 등의 하식지형 및 식생이 다수 관찰된다. 옆에서 보면, 망성교에서 내려온 물줄기가 부딪히는 공격사면에서 분리되어 만들어진 구조로 추정된다.
범서읍 입암마을의 선바위는 백룡이 살았다는 백룡담(白龍潭) 푸른 물속에 있는 기암괴석으로 깎아지른 듯 우뚝 서 있다 하여 선바위[立巖]라 불린다. 높이는 33 m (수면 위 21 m, 수면 아래 12 m)이고, 수면 위 둘레는 46 m, 바위 꼭대기 부분 폭은 2.9 m이다. 선바위를 마주보는 벼랑 위에는 용암정(龍巖亭)과 선암사(仙巖寺)가 있다. 울주군을 대표하는 자연경관인 울주 10경에 선정되어 있다.

## 접근
선바위를 관찰할 수 있는 곳은 선바위가 있는 태화강 맞은편의 선바위 공원(도로명주소: 울주군 범서읍 두동로 160)으로 공원에는 두동로와 연결된 주차장과 선바위 안내판이 있다. 선바위 위의 용암정과 선암사는 태화강생태관 뒤로 난 길을 따라 접근할 수 있다.

## 같이 보기
- 울산광역시의 지질
- 대구층
- 태화강
- 선바위
- 영양 선바위
- 울주선바위도서관